# Radomir (Name)
Radomir ist ein männlicher Vorname vor allem in Serbien, Polen, Russland, Bulgarien und in der Ukraine.

## Herkunft und Bedeutung
In dem Namen Radomir stecken die slawischen Wörter "Rad-" (radost = Freude)", "-o-" (Interfix) und "-Mir" (Welt; Frieden). Die sinngemäße Übersetzung lautet "derjenige, der sich um den Frieden kümmert" oder "Freude für die Welt/den Frieden (bringen)", "über die Welt/den Frieden freuen".
Die weibliche Form des von Radomir ist Radomira. Die verkürzte weibliche Form wiederum ist Radka.

## Namensträger

### Herrscher
- Gawril Radomir (nach 970–1015), 1014/15 einer der letzten Zaren des ersten bulgarischen Reiches aus dem Hause Komitopuli

### Vorname
- Radomir Naumov (1946–2015), serbischer Politiker
- Radomir Putnik (Woiwode) (1847–1917), Generalfeldmarschall im Königreich Serbien während der Balkankriege und im Ersten Weltkrieg